# MD Data

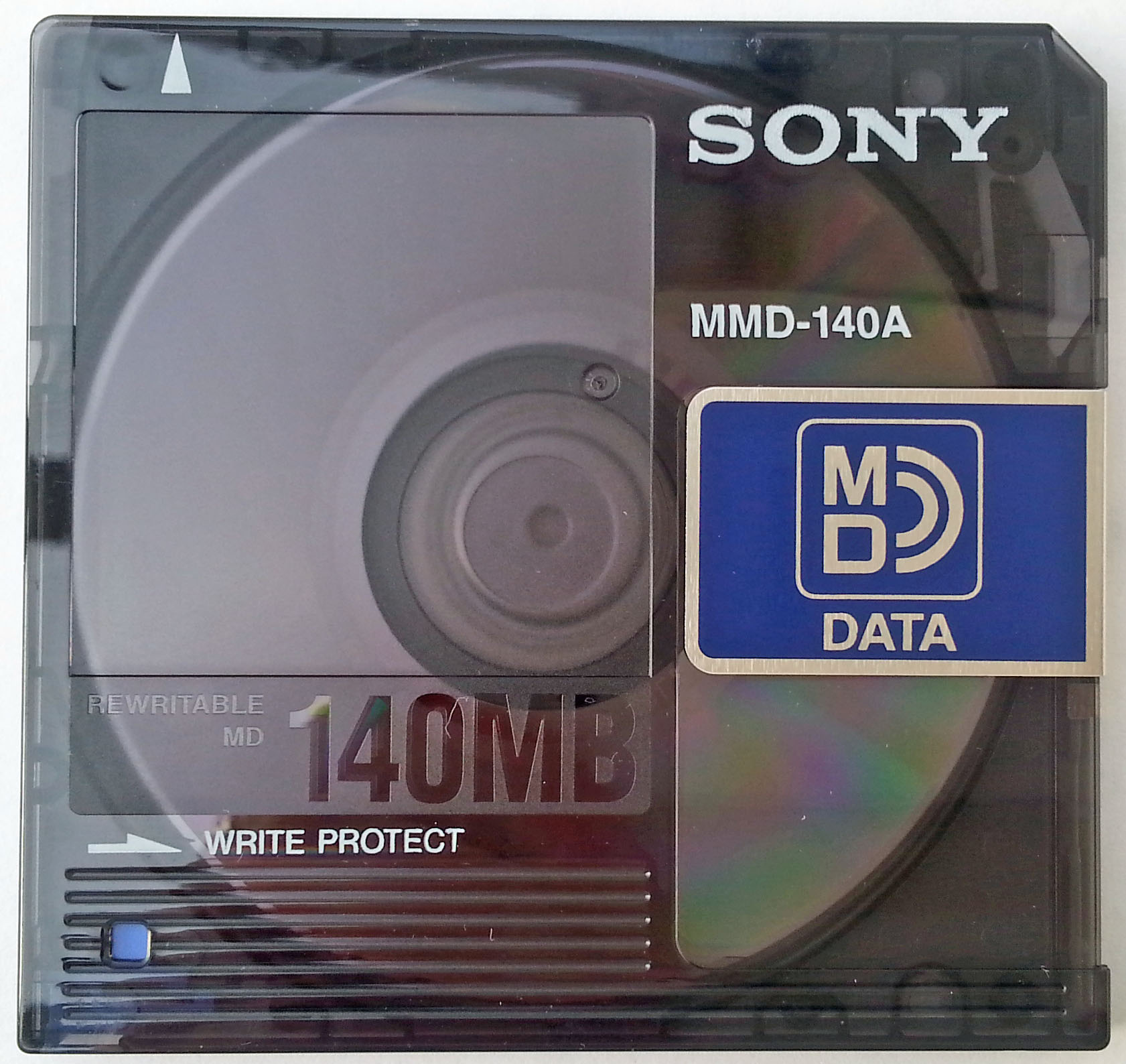
MD Data Sony MMD-140A

MD Data或MD-Data的全文為MiniDisc-Data，是一種用來儲存電腦資料的磁光碟媒體（magneto-optical medium），由Sony於1993年發表。Sony原先期望用MD Data取代軟碟片，不過艾美加（Iomega）的Zip軟碟機填補了這個市場的需求，之後又出現價位逐漸可被人接受的CD-R光碟燒錄器以及相當低廉的空白可燒錄光碟片，最後記憶卡的普及成為壓垮駱駝的最後一根稻草，使MD-Data始終無法成為主流的電腦儲存媒體。
一張MD Data碟片可提供140MB的資料儲存量，不過其存取效率緩慢且價格昂貴；此外，其存取碟機在播放模式時只能讀取或寫入MD音樂碟片，而不能供電腦存取資料。這表示：MD音樂片（MD）與MD資料片（MD Data）被硬是區分，無法彈性混用。
Sony發表MD Data後的不久，也推出了相關的應用週邊產品，如MD型照相機或MD型文件掃描器等。到了1990年代後期，MD Data也能使用4軌及8軌的多軌記錄層，這意味著使用MD Data的MD型錄音設備可加速取代已普遍用於錄音工作室中的4軌帶匣錄音設備，不僅更低廉且更為彈性，同時在Windows電腦、Macintosh電腦上更可將錄音直接送入硬碟中。不過，MD Data的儲存記錄格式卻阻礙了MD Data碟機的推行（即便MD Data碟機相當簡單易用），同時也阻礙將MD Data用於電腦資料備份的運用推行。
2004年底，Hi-MD出現，允許在一張Hi-MD格式的MD碟片上儲存各種型態的資料（檔案、音樂、圖像等），且能讓標準MD達到約305MB的儲存容量，在新款的高密度Hi-MD碟片上更可達1GB容量。
附帶一提的是，1997年Sony推出過第二代的MD Data，稱為MD Data2，單片容量從140MB增至650MB，不過只用於MD型攝影機中（1999年發表的Sony DCM-M1），然而該攝影機的銷售並不久。

## 關連項目
- MiniDisc，簡稱：MD

## 外部連結
- MiniDisc Data Product table 能存取MD Data碟片的應用產品表 （页面存档备份，存于）